# 小鷹級航空母艦
小鷹級航空母艦（Kitty Hawk class aircraft carrier）是美國海軍所擁有的一個傳統動力超級航空母艦系列，是福萊斯特級航空母艦的大幅強化版本，先後於60年代開始服役，也是美國最後一個傳統動力航空母艦系列。

## 簡介
小鷹級共包含了4艘航艦，分別是：
- 小鷹號（USS Kitty Hawk CV-63）
- 星座號（USS Constellation CV-64）
- 美利堅號 (USS America CV-66）
- 肯尼迪號（USS John F. Kennedy CV-67）

在星座號之後，美國原本打算以新發展的6艘企業級核動力航空母艦接替傳統動力航艦的地位，但因初次嘗試核動力航艦的開發技術不成熟等因素，導致企業級的建造成本過高無法負擔，而在企業號（USS Enterprise CVN-65）完工之後緊急喊停計畫。企業級的建造計畫中止後，美國又恢復傳統動力航空母艦的建造而促成美利堅號與甘迺迪號的誕生，直到以尼米茲號（USS Nimitz CVN-68）為首的尼米茲級核動力航空母艦誕生之後取代。
在小鷹級諸艦之中，於2009年時除役的小鷹號是美國最後一艘除役的傳統動力航艦。至於其他姊妹艦，美利堅號是於1996年退役，星座號于2003年退役，肯尼迪號則是於2007年退役，這才正式完成了傳統與核子動力航空母艦間的世代交替。

## 動力系統
8台F&W公司的锅炉，蒸汽压力为8.17MPa，温度为510℃。4台西屋公司的汽轮机，总功率为209MW(280000hp)，4轴。星座号有8台1500kW的汽轮发电机组，加上后来安装的2台750kW、400Hz的中频发电机组，3台1000kW柴油发电机组。美利堅号有6台2500kW和4台300kW400周的汽轮发电机组，3台1000kW柴油发电机组。甘迺迪號号有6台2500kW  汽轮发电机组和2台1500kW的柴油发电机组。

## 小鷹級航空母艦列表
| 舰名             | 弦號  | 造船廠           | 龍骨安放时间   | 下水时间      | 开始服役时间   | 退役时间      | 舰徽 | 母港                       | 所屬艦隊   | 圖片 | 现况                                |
| ---------------- | ----- | ---------------- | -------------- | ------------- | -------------- | ------------- | ---- | -------------------------- | ---------- | ---- | ----------------------------------- |
| 小鷹號航空母艦   | CV-63 | 紐約造船廠       | 1956年12月27日 | 1960年5月21日 | 1961年4月29日  | 2009年1月31日 |      | 橫須賀海軍基地             | 太平洋艦隊 |      | 拆解中                              |
| 星座號航空母艦   | CV-64 | 布魯克林造船廠   | 1957年9月14日  | 1960年10月8日 | 1961年10月27日 | 2003年8月6日  |      | 加利福尼亞州聖迭戈海軍基地 | 太平洋艦隊 |      | 已拆解                              |
| 美利堅號航空母艦 | CV-66 | 紐波特紐斯造船廠 | 1961年1月9日   | 1964年2月1日  | 1965年1月23日  | 1996年8月9日  |      | 弗吉尼亚州諾福克海軍基地   | 大西洋艦隊 |      | 2005年5月14日於武器試驗中作靶艦沉沒 |
| 甘迺迪號航空母艦 | CV-67 | 紐波特紐斯造船廠 | 1964年10月22日 | 1967年5月27日 | 1968年9月7日   | 2007年8月1日  |      | 弗吉尼亚州诺福克海军基地   | 大西洋艦隊 |      | 等待拆解                            |

## 外部連結
- （英文）小鷹號航空母艦（Federation of American Scientists） （页面存档备份，存于）